# Kamerconcert nr. 8 voor orkest
Het Kamerconcert nr. 8 voor orkest is een compositie van Vagn Holmboe.
Naast een serie genummerde symfonieën en strijkkwartetten schreef Holmboe ook een aantal genummerde kamerconcerten.
Het Kamerconcert nr. 8 is een variant op het concert voor orkest en draagt de subtitel Sinfonia concertante. Het bestaat uit twee delen:
1. Deel 1 (Allegro con brio) is een variant van de sonatevorm, waarbij de motieven niet contrasteren maar op elkaar lijken, zoals bij Holmboes voorbeeld Joseph Haydn
2. Deel 2 (Andante con variazioni) is een thema met variaties (1:Andante fluente; 2: Andante con moto; 3: Allegro non troppo; 4: Andante; 5: Andante tranquillo; 6: Adagio; 7: Allegretto grazioso; 8: Allegro con brio). De hoofdmelodie, lijkend op een thema van Carl Nielsen,   uitgesmeerd over twaalf maten wordt geïntroduceerd door hobo en fagot.

Kamerconcert nr. 8 werd geschreven tussen Kamerconcert nr. 7 voor hobo en kamerorkest en Kamerconcert nr. 9 voor viool, altviool en kamerorkest. Volgens de uitgave van Dacapo vormt het met Kamerconcert nr. 10 en Concerto giocondo e severo uit 1977 een serietje op zich.
De eerste uitvoering vond plaats op 26 oktober 1954 door het Deens Radio Sinfonietta  onder leiding van Thomas Jensen. De muziekuitgeverij vermeldt “Inspired by Beethoven”.
Orkestratie:
- 2 dwarsfluiten,  2 hobo’s, 2 klarinetten, 2 fagotten
- 2 hoorns, 2 trompetten
- pauken
- violen, altviolen, celli,  contrabassen

Concerto’sAltvioolconcert · Celloconcert · Concert voor blokfluit, strijkinstrumenten, celesta en vibrafoon · Concert voor orkest · Fluitconcert nr. 1 · Fluitconcert nr. 2 · Tubaconcert · Vioolconcert nr. 1 · Vioolconcert nr. 2
Kamerconcerto’sKamerconcert nr. 1 voor piano, strijkinstrumenten en pauken · Kamerconcert nr. 2 voor fluit, viool, strijkinstrumenten en percussie · Kamerconcert nr. 3 voor klarinet en kamerorkest · Kamerconcert nr. 4 voor pianotrio en kamerorkest · Kamerconcert nr. 5 voor altviool en kamerorkest · Kamerconcert nr. 6 voor viool en kamerorkest · Kamerconcert nr. 7 voor hobo en kamerorkest · Kamerconcert nr. 8 voor orkest · Kamerconcert nr. 9 voor viool, altviool en kamerorkest · Kamerconcert nr. 10 · Kamerconcert nr. 11 voor trompet en orkest · Kamerconcert nr. 12 voor trombone en orkest · Kamerconcert nr. 13 voor hobo, altviool en kamerorkest